# ポントゥス・アルノルドソン
ポントゥス・アルノルドソン（Klas Pontus Arnoldson、1844年10月27日 - 1916年2月20日）は、スウェーデンのヨーテボリ出身の作家、ジャーナリスト、政治家、平和主義者で、1908年にフレデリック・バイエルとともにノーベル平和賞を受賞した。「スウェーデン平和と仲裁協会」の設立者の一人であり、初代会長でもある。